# Friedrich Ludwig Hess
Friedrich Ludwig Hess (* 20. September 1721; † 22. Februar 1800) war eine Schweizer Militärperson.
1741 trat Hess als Unterleutnant in holländische Dienste und wurde 1745 zum Oberleutnant und 1747 zum Kapitänleutnant ernannt. 1748 wechselte er ins holländische Schweizer Garderegiment, wo er 1750 zum Gardehauptmann, 1776 zum Oberstleutnant, 1779 zum Generalmajor und 1790 zum Obersten und Generalleutnant aufstieg. 1756 wurde er in die Gesellschaft der Schildner zum Schneggen aufgenommen und 1777 war er Zwölfer der Zunft zur Kämbel. Hess wurde in Holland geadelt.